# Dél-amerikai Labdarúgó-szövetség
A Dél-amerikai Labdarúgó-szövetség (spanyolul Confederación Sudamericana de Fútbol, (CONMEBOL vagy CSF)) a labdarúgás irányító-szervező testülete Dél-Amerika nagy részén.
A szövetség 1916. július 9-én jött létre az uruguayi Héctor Rivadavia Gómez-nek köszönhetően, aki minden erejét latba vetve dolgozott azon, hogy a földrész labdarúgósportját egyesítse és szervezett kereteket adjon neki. Argentína, Uruguay, Brazília és Chile voltak a szövetség alapító tagjai; ezek az országok egy sikeresen záródó dél-amerikai labdarúgó tornán vettek részt Buenos Aires-ben, amelyet Argentína függetlensége százéves évfordulójának megünneplésére szerveztek  Archiválva 2007. szeptember 29-i dátummal a Wayback Machine-ben (később ezt a tornát visszamenőleges hatállyal elismerték az első Copa Américaként). Paraguay (1921), Peru (1925), Bolívia (1926), Ecuador (1927), Kolumbia (1936) és Venezuela (1952) szintén tagságot nyertek a dél-amerikai szövetségben.
Ma a CONMEBOL a FIFA tagszövetsége, amely szervezi és irányítja a fent említett országok minden, labdarúgással kapcsolatos tevékenységét. A szövetség központja a paraguayi Luque-ban, Asunción közelében található; a Végrehajtó Bizottság elnöke 1986 óta dr. Nicolás Leoz.
Guyana, Suriname és Francia Guyana nem tagjai a CONMEBOL-nak, annak ellenére, hogy Dél-Amerikában helyezkednek el. Elsősorban történelmi és kulturális okok miatt nemzeti szövetségeik a CONCACAF tagjai.

## CONMEBOL által szervezett labdarúgó-tornák

### Nemzetek közötti
- Copa América (1916 óta)
- Dél-amerikai U20-as labdarúgó-bajnokság (South American Under-20 Football Championship) (1954 óta)
- Dél-amerikai U17-es labdarúgó-bajnokság (South American Under-17 Football Championship)
- Sudamericano Femenino
- Dél-amerikai U20-as női labdarúgó-bajnokság (South American Under-20 Women's Football Championship)
- Dél-amerikai U17-es női labdarúgó-bajnokság (South American Under-17 Women's Football Championship)
- Copa América (futsal)
- CONMEBOL-strandlabdarúgó-bajnokság (CONMEBOL Beach Soccer Championship)

#### Megszűnt
- CONMEBOL-olimpiai selejtezőtorna (CONMEBOL Men Pre-Olympic Tournament)

### Klubcsapatok kupái
- Copa Libertadores (magyarul: Amerika Felszabadítói Kupa) (1960 óta)
- Copa Sudamericana (2002 óta)
- Recopa Sudamericana (1989 óta)
- Copa Libertadores Femenina

#### Megszűnt tornák
- Bajnokcsapatok dél-amerikai bajnoksága (South American Championship of Champions) (1948)
- Copa Aldao (1913~1955)
- Interkontinentális bajnokok szuperkupája (Intercontinental Champions' Supercup) (1968~1970)
- Copa Ganadores de Copa (1970)
- Copa Iberoamericana (1994)
- Copa Master de Supercopa (1992, 1995)
- CONMEBOL-mesterkupa (Copa Master de CONMEBOL) (1996)
- Copa de Oro (1993~1996)
- Supercopa Sudamericana (1988~1997)
- Copa Interamericana (1968~1998)
- Copa CONMEBOL (1992~1999)
- Copa Mercosur (1998~2001)
- Copa Merconorte (1998~2001)
- Interkontinentális kupa (Intercontinental Cup) (1960–2004)

## Tagországok
1. Argentína - Argentin labdarúgó-szövetség
2. Brazília - Brazil labdarúgó-szövetség
3. Bolívia - Bolíviai labdarúgó-szövetség
4. Chile - Chilei labdarúgó-szövetség
5. Ecuador - Ecuadori labdarúgó-szövetség
6. Kolumbia - Kolumbiai labdarúgó-szövetség
7. Paraguay - Paraguayi labdarúgó-szövetség
8. Peru - Perui labdarúgó-szövetség
9. Uruguay - Uruguayi labdarúgó-szövetség
10. Venezuela - Venezuelai labdarúgó-szövetség

### Eltérések Dél-Amerika országai és a CONMEBOL tagországai között
Guyana, Suriname, valamint Franciaország dél-amerikai tengerentúli megyéje, Francia Guyana az észak- és közép-amerikai labdarúgó-szövetségeket összefogó CONCACAF tagjai.

## CONMEBOL tagszervezetek részvétele a világbajnokságokon
Ebben a felsorolásban megtalálhatók azok a csapatok, amelyek az eddig megrendezett labdarúgó-világbajnokságokon való részvételt kivívták. A vastagított országnév azt jelzi, hogy az adott ország megnyerte a VB-t.
- 1930 – Argentína, Bolívia, Brazília, Chile, Paraguay, Peru, Uruguay
- 1934 – Argentína, Brazília
- 1938 – Brazília
- 1950 – Bolívia, Brazília, Chile, Paraguay, Uruguay
- 1954 – Brazília, Uruguay
- 1958 – Argentína, Brazília, Paraguay
- 1962 – Argentína, Brazília, Chile, Kolumbia, Uruguay
- 1966 – Argentína, Brazília, Chile, Uruguay
- 1970 – Brazília, Peru, Uruguay
- 1974 – Argentína, Brazília, Chile, Uruguay
- 1978 – Argentína, Brazília, Peru
- 1982 – Argentína, Brazília, Chile, Peru
- 1986 – Argentína, Brazília, Paraguay, Uruguay
- 1990 – Argentína, Brazília, Kolumbia, Uruguay
- 1994 – Argentína, Bolívia, Brazília, Kolumbia
- 1998 – Argentína, Brazília, Chile, Kolumbia, Paraguay
- 2002 – Argentína, Brazília, Ecuador, Paraguay, Uruguay
- 2006 – Argentína, Brazília, Ecuador, Paraguay
- 2010 – Argentína, Brazília, Chile, Paraguay, Uruguay
- 2014 – Brazília (rendező), Argentína, Chile, Ecuador, Kolumbia, Uruguay
- 2018 – Argentína, Brazília, Kolumbia, Peru, Uruguay
- 2022 – Brazília, Argentína, Ecuador, Uruguay

### Összes részvétel (a lehetséges 22-ből)
- 22 –  Brazília
- 18 –  Argentína
- 14 –  Uruguay
- 09 –  Chile
- 08 −  Paraguay
- 06 –  Kolumbia
- 05 −  Peru
- 03 –  Bolívia
- 03 –  Ecuador
- 00 –  Venezuela

### Legjobb helyezések
világbajnok
- Brazília 5× (1958, 1962, 1970, 1994, 2002)
- Argentína 3× (1978, 1986, 2022)
- Uruguay 2× (1930, 1950)

bronzérmes
- Chile 1× (1962)

negyeddöntő/második csoportkör
- Peru 2× (1970, 1978)
- Paraguay 1× (2010)
- Kolumbia 1× (2014)

nyolcaddöntő
- Ecuador 1× (2006)

csoportkör
- Bolívia 3× (1930, 1950, 1994)

## Részvétel a konföderációs kupán
- 1992:[1] Argentína
- 1995:[1] Argentína
- 1997: Brazília, Uruguay
- 1999: Brazília, Bolívia
- 2001: Brazília
- 2003: Brazília, Kolumbia
- 2005: Argentína, Brazília
- 2009: Brazília
- 2013: Brazília, Uruguay
- 2017: Chile

### Részvételek száma (a lehetséges 10-ből)
7 alkalommal
- Brazília

3 alkalommal
- Argentína

2 alkalommal
- Uruguay

1 alkalommal
- Bolívia
- Chile
- Kolumbia

### Legjobb helyezések
kupagyőztes
- Brazília 4× (1997, 2005, 2009, 2013)
- Argentína 1× (1992)

ezüstérmes
- Chile 1× (2017)

negyedik hely
- Uruguay 2× (1997, 2013)
- Kolumbia 1× (2003)

csoportkör
- Bolívia 1× (1999)

## Részvétel az olimpiai labdarúgótornán
- 1896 – nem volt labdarúgótorna
- 1900[2] – nem indultak dél-amerikai labdarúgócsapatok
- 1904[3] – nem indultak dél-amerikai labdarúgócsapatok
- 1908 – nem indultak dél-amerikai labdarúgócsapatok
- 1912 – nem indultak dél-amerikai labdarúgócsapatok
- 1920 – nem indultak dél-amerikai labdarúgócsapatok
- 1924 – Uruguay
- 1928 – Argentína, Chile, Uruguay
- 1932 – nem volt labdarúgótorna
- 1936 – Peru
- 1948 – nem indultak dél-amerikai labdarúgócsapatok
- 1952 – Brazília, Chile
- 1956 – nem indultak dél-amerikai labdarúgócsapatok
- 1960 – Argentína, Peru
- 1964 – Argentína, Brazília
- 1968 – Brazília, Kolumbia
- 1972 – Brazília, Kolumbia
- 1976 – Brazília
- 1980 – Kolumbia, Venezuela
- 1984 – Brazília, Chile
- 1988 – Argentína, Brazília
- 1992 – Kolumbia, Paraguay
- 1996 – Argentína, Brazília
- 2000 – Brazília, Chile
- 2004 – Argentína, Paraguay
- 2008 – Argentína, Brazília
- 2012 – Brazília, Uruguay
- 2016 – Argentína, Brazília, Kolumbia

### Összes részvétel (a lehetséges 26-ból)
13 alkalommal
- Brazília

8 alkalommal
- Argentína

5 alkalommal
- Kolumbia

4 alkalommal
- Chile

3 alkalommal
- Uruguay

2 alkalommal
- Paraguay
- Peru

1 alkalommal
- Venezuela

### Legjobb helyezések
olimpiai bajnok
- Uruguay 2× (1924, 1928)
- Argentína 2× (2004, 2008)
- Brazília 1× (2016)

ezüstérmes
- Paraguay 1× (2004)

bronzérmes
- Chile 1× (2000)

negyeddöntő
- Peru 1× (1936)
- Kolumbia 1× (2016)

csoportkör
- Venezuela 1× (1980)

## A CONMEBOL elnökei
- Héctor Rivadavia Gómez (Uruguay) 1916–1936
- Luis O. Salesi (Argentína) 1936–1939
- Luis A. Valenzuela (Chile) 1939–1955
- Carlos Dittborn Pinto (Chile) 1955–1957
- José Ramos de Freitas (Brazília) 1957–1959
- Fermín Sorhueta (Uruguay) 1959–1961
- Raúl H. Colombo (Argentína) 1961–1966
- Teófilo Salinas Fuller (Peru) 1966–1986
- Nicolás Leoz (Paraguay) 1986-

## Lásd még
- FIFA-országkódok listája
- Nemzeti labdarúgó-válogatottak listája
- Afrikai Labdarúgó-szövetség
- Ázsiai Labdarúgó-szövetség
- Észak- és Közép-amerikai, Karibi Labdarúgó-szövetségek Konföderációja
- Európai Labdarúgó-szövetség
- Óceániai Labdarúgó-szövetség